# Булгаков, Пётр Семёнович
Пётр Семёнович Булгаков (1911—1943) — красноармеец Рабоче-крестьянской Красной Армии, участник Великой Отечественной войны, Герой Советского Союза (1943).

## Биография
Пётр Булгаков родился в 1911 году в посёлке Красный Лог (ныне — Аннинский район Воронежской области) в крестьянской семье. Получил начальное образование, после чего работал в колхозе, затем с 1938 года — грузчиком на маслозаводе в посёлке Абрамовка Таловского района. В 1941 году был призван на службу в Рабоче-крестьянскую Красную Армию. С начала Великой Отечественной войны — на её фронтах. К сентябрю 1943 года красноармеец Пётр Булгаков был стрелком 1035-го стрелкового полка 280-й стрелковой дивизии 60-й армии Центрального фронта. Отличился во время освобождения Украинской ССР.
29 сентября 1943 года в ходе боя за село Ротичи Чернобыльского района Киевской области, принимая участие в отражении немецкой контратаки, лично уничтожил около взвода вражеских пехотинцев. Погиб в этом бою. Похоронен в селе Страхолесье того же района.
Указом Президиума Верховного Совета СССР от 7 октября 1943 года красноармеец Пётр Булгаков был удостоен высокого звания Героя Советского Союза. Также был награждён орденом Ленина и медалью. В парке Чернобыля в память о нём была установлена мемориальная доска.